# Жумекен
Жумеке́н (каз. Жұмекен) — село у складі Курмангазинського району Атирауської області Казахстану. Адміністративний центр Єнбекшинського сільського округу.
У радянські часи село називалось Єнбекші.
Населення — 1930 осіб (2021; 1414 у 2009, 1292 у 1999, 859 у 1989).